# 勝北町
勝北町（しょうぼくちょう）は、かつて岡山県の北部（勝田郡）に位置し鳥取県と境を接していた町。現在は津山市に編入合併され、同市の一部となり、旧勝北町役場は津山市役所勝北支所となっている。津山市勝北地区に一致。勝北の地名は当地域には残っていない。町名の由来は勝北郡（＝勝田郡の北部）で、構成する旧3村がすべて古くはこの郡に属していた。

## 地理
町の南部は津山盆地の北東部にあたり、平坦で水田が広がり溜池も多い。北部は中国山地の一部であり750m - 1100m級の山岳地帯となっている。この地域では台風や発達した低気圧が通過する際に猛烈な局地風が吹くことがあり、「広戸風（ひろとかぜ）」と呼ばれている。

## 沿革
- 1955年（昭和30年）1月1日 - 新野村・広戸村・勝加茂村の3村が合併により町制を施行、勝北町となる。
- 1955年（昭和30年）4月1日 - 楢地区を津山市に編入。
- 2005年（平成17年）2月28日 - 苫田郡加茂町・阿波村、久米郡久米町とともに津山市に編入となる。

## 教育
- 勝北町立新野小学校
- 勝北町立広戸小学校
- 勝北町立勝加茂小学校
- 勝北町立勝北中学校

現在は各校とも津山市立

## 交通

### 道路
- 町内を通る国道
  - 国道53号
  - 国道429号
- 町内を通る県道
  - 岡山県道67号勝央勝北線
  - 岡山県道348号堀坂勝北線
  - 岡山県道415号工門勝央線
  - 岡山県道450号三浦勝北線

## 名所・旧跡・観光スポット・祭事・催事
- 奥津川ラビンの里